# Belgica (diptère)
Pour les articles homonymes, voir Belgica.
Genre
Belgica est un genre d'insectes diptères nématocères appartenant à la famille des Chironomidae.

## Étymologie
Le nom Belgica est un hommage à la Belgica, premier navire à avoir hiverné dans l'Antarctique (1897-1899) et qui fut à l'origine de sa découverte.

## Espèces
- Belgica albipes (Seguy, 1965)
- Belgica antarctica Jacobs, 1900